# John D. Hancock
John D. Hancock (n. 12 februarie 1939, Kansas City, Missouri, SUA) este un regizor și scenarist american.

## Legături externe
- John D. Hancock la Internet Movie Database
- John Hancock Arhivat în 4 iulie 2013, la Archive.is at the Internet Off-Broadway Database